# Нан (Колорадо)
Нан (енгл. Nunn) град је у америчкој савезној држави Колорадо.

## Демографија
По попису из 2010. године број становника је 416, што је 55 (-11,7%) становника мање него 2000. године.
| Група             | 2000.       | 2010.       |
| Белци             | 338 (71,8%) | 337 (81,0%) |
| Афроамериканци    | 2 (0,4%)    | 2 (0,5%)    |
| Азијати           | 1 (0,2%)    | 0 (0,0%)    |
| Хиспаноамериканци | 117 (24,8%) | 70 (16,8%)  |
| Укупно            | 471         | 416         |